# Rizjskaja (metrostation)
Rizjskaja (Russisch: Рижская uitspraakⓘ) is een station aan de Kaloezjsko-Rizjskaja-lijn van de Moskouse metro. Het metrostation is net als het naastgelegen treinstation genoemd naar de Letse hoofdstad Riga die door de spoorlijn hier is verbonden met Moskou. Het station is dan ook opgesierd met tegelwerk waarop diverse gebouwen uit Riga en omgeving zijn afgebeeld.

## Geschiedenis
In de plannen voor de metro uit 1932 was er al sprake van een noord-zuidlijn van Ostankino naar Nizjni Kotly via Baltiskaja vokzal, het huidige station Moskva Rizjskaja, en het Rode Plein. Het noordelijke deel, de Rizjkaja-radiius, was toen nog onderdeel van de derde fase. In het algemeen ontwikkelingsplan van de Moskouse metro van 1938 was het traject zowel ten noorden als ten zuiden van Rizjskaja aangepast en Rizjskaja zou een overstappunt op de Koltsevaja-lijn (ringlijn) worden.
Tijdens de Tweede Wereldoorlog werd het huidige tracé, zonder Rizjskaja, van de Koltsevaja-lijn vastgelegd. Stalin achtte ondiep gelegen stations ongeschikt als schuilkelder en de stations van de ringlijn, de Rizjskaja-radius en de verlenging van lijn1 naar het zuiden, die nog tijdens zijn bewind werden ontworpen, kwamen dan ook op grote diepte. Net als de andere stations uit deze periode werd ook Rizjskaja ontworpen met een uitbundig interieur in de Stalinistische barokstijl. Zo zouden de lampen in de vorm van gestileerde nationale motieven van Letland worden gegoten van aluminium. De doorgangen tussen middenhal en perron zouden worden voorzien van bas-reliëfs die het gelukkige leven in de Letse SSR zouden afbeelden. De kroonlijst boven de pylonen zou worden voorzien van mozaïekwerk waarin de ster, de hamer en de sikkel zouden worden afgebeeld en ook de ventilatie roosters boven de bankjes zouden veel rijker worden uitgevoerd. Op de eindwand aan de kopsekant van de middenhal zou een mozaïek met het zicht op Riga worden aangebracht.
Na Stalins dood op 5 maart 1953 kwam meer oog voor de kosten en het decreet omtrent de eliminatie van excessen in de architectuur en de bouw van 4 november 1955 leidde tot een versobering, al werd de ruwbouw nog wel volgens Stalins plannen aangelegd. Op 46 meter diepte werd de ruwbouw van pylonenstation gebouwd met een middenhal van 9,5 meter breed en twee perrontunnels van 8,5 meter diameter. De bouw van de Rizjskaja-radius vond plaats van 1956 tot 1958 en op 1 mei 1958 werd de lijn met vier stations geopend. Hierdoor kreeg station Moskva Rizjskaja als achtste van de negen Moskouse kopstations een aansluiting op de metro. Het is het 49e metrostation van Moskou, maar na de opening waren er slechts 47 ingebruik. De vier ondiep gelegen stations van de oorspronkelijke zijlijn waren in opdracht van Stalin gesloten en zijn pas op 7 november 1958 heropend.

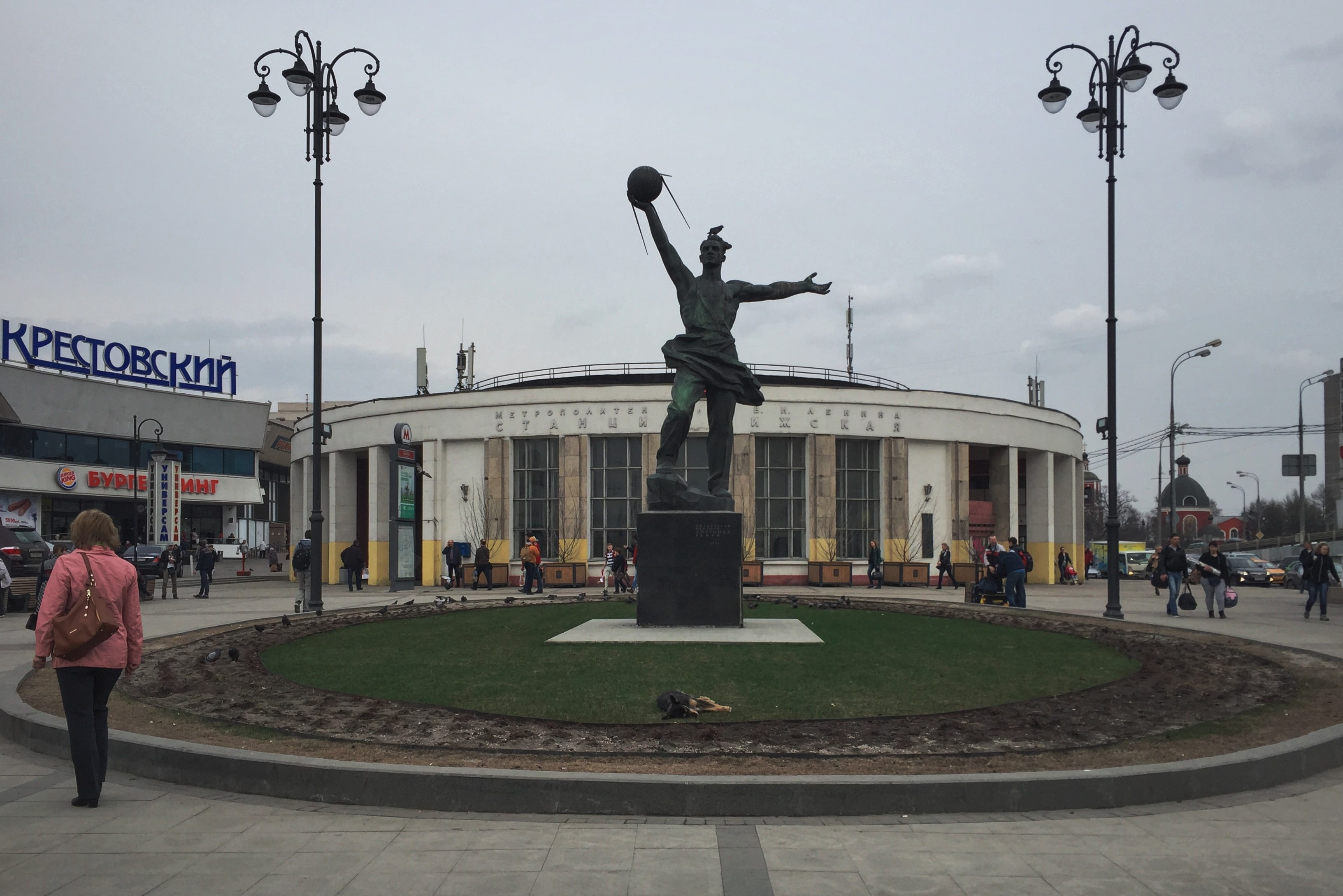
Het beeld van de arbeider met spoetnik voor het stationsgebouw
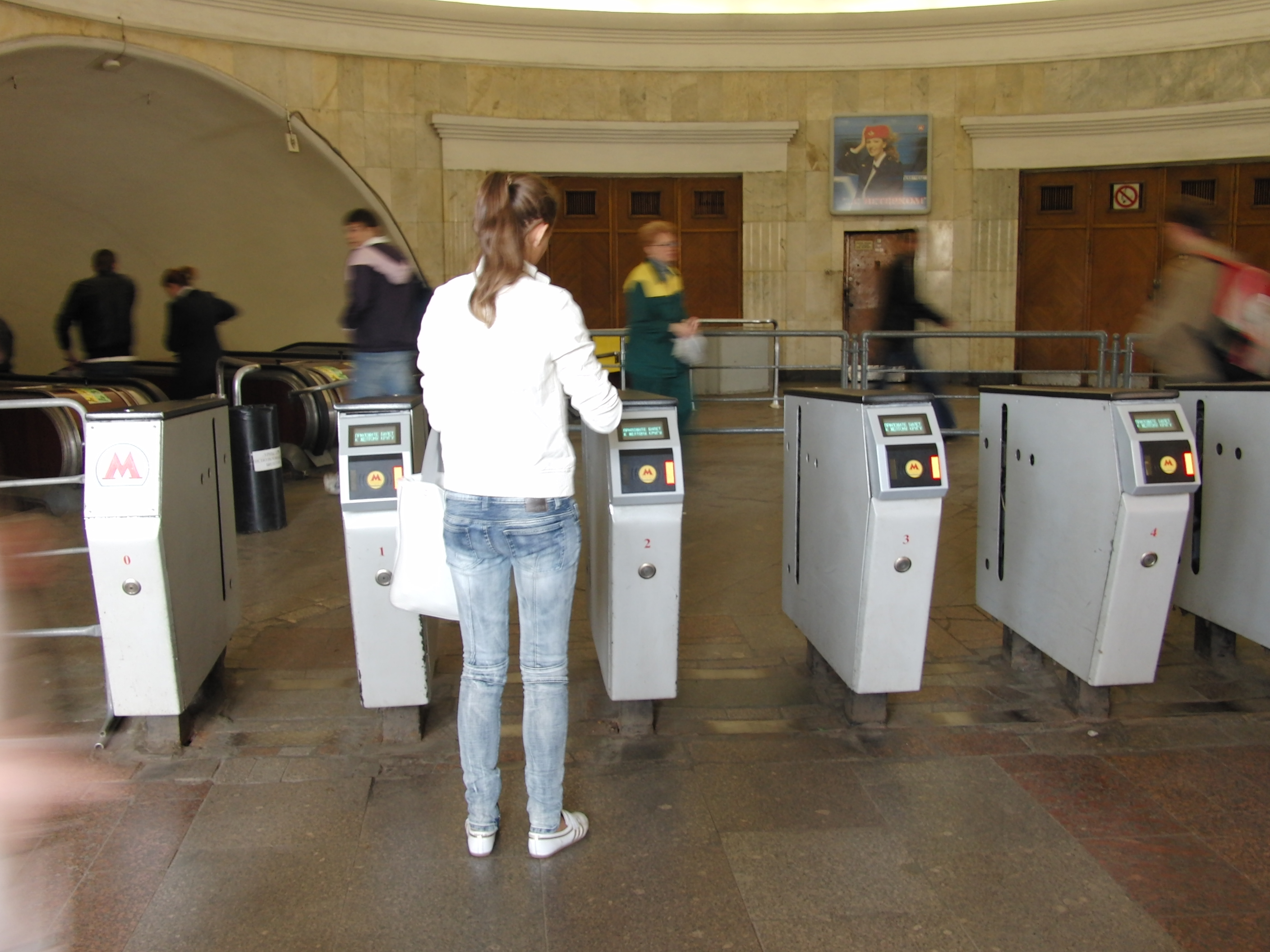
De poortjes in de stationshal
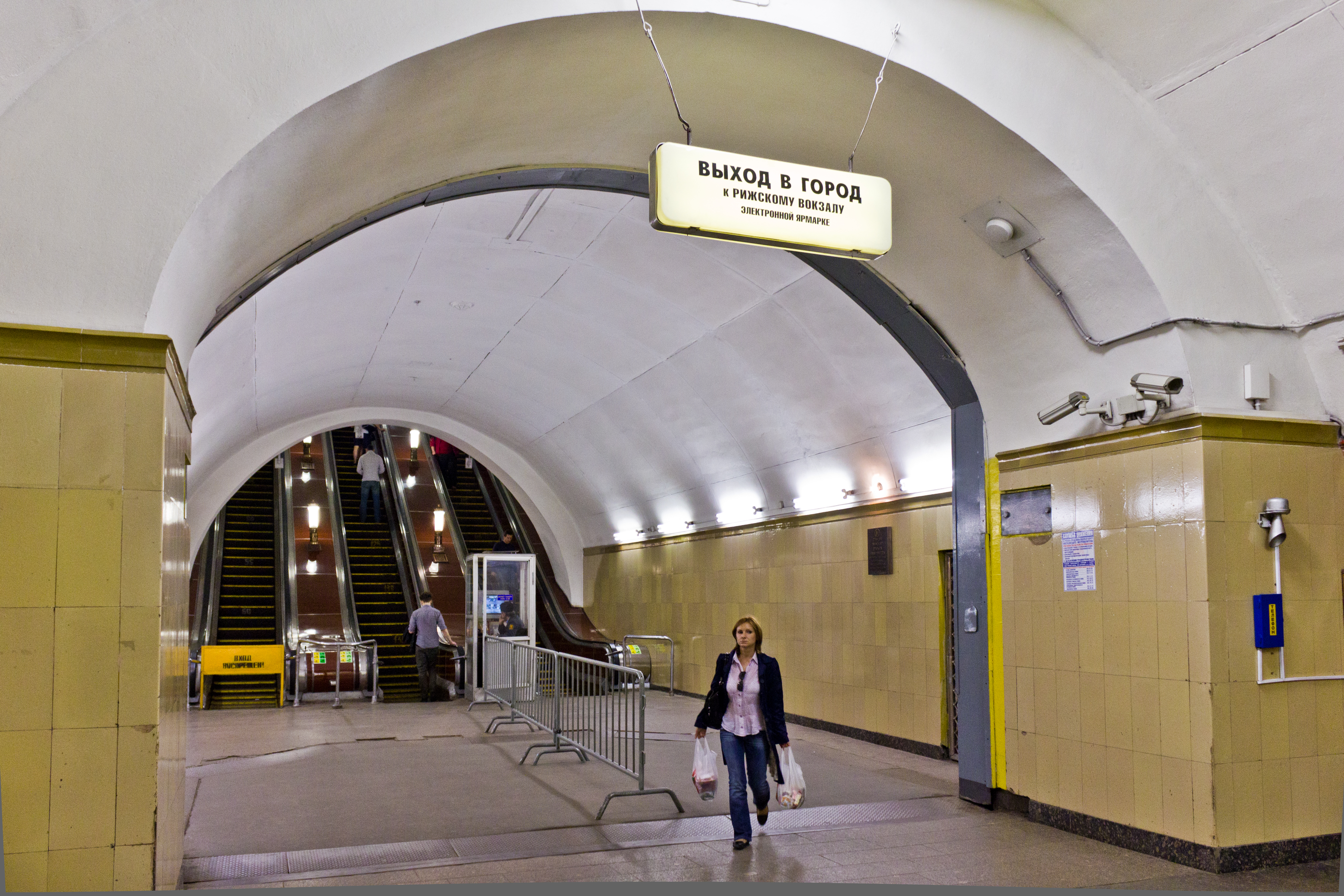
Tussen roltrap en perron

## Bouw
Het uitgevoerde ontwerp is van de hand van de Letse architecten A. Reinfelds en V.Apsitis. Als verwijzing naar de barnsteen in Letland werd gekozen voor citroengele en bordeauxbruine tegels om de pylonen op te sieren. Behalve de architecten werden ook de toeleveranciers en metrobouwers uit Letland aangetrokken.
De tegels werden besteld bij een meester-pottenbakker die ze op tijd verzond naar Moskou. Onderweg raakte echter een deel van de tegels beschadigd en toen de werkzaamheden vorderden moesten nieuwe tegels worden besteld. De meester-pottenbakker wilde echter geen nieuwe tegels maken omdat hij verontwaardigd was over de nonchalante behandeling van zijn werk en hij bovendien niet meer dezelfde kleur kon garanderen. De meester-pottenbakker liet zich niet vermurwen en een rel hing in de lucht. De dochter van KGB luitenant-kolonel A.M. Blyudze, die in de jaren 50 in Riga werkte, herinnert zich dat haar vader als leerling bij de meester-pottenbakker werd geïntroduceerd. Hoewel hij een goede “leerling” was onthulde de meester de geheimen van het barnsteen keramiek niet. De levertermijnen waren al verlopen en de oplevering van het station naderde toen Blyudze het risico nam om alles op te biechten. Dankzij de goede relatie tussen beide mannen besloot de pottenbakker alsnog vervangende tegels te maken al waren ze niet helemaal in dezelfde tint.
De inrichting van het station werd verzorgd door een groep bekende restaurateurs uit Riga die goed maar langzaam werkten. Hierdoor zou de opleverdatum van het station in gevaar komen en om de werkzaamheden te versnellen werd een groep afbouwers ingezet. Deze gang van zaken haalde de krant Metrostrovets en een verslaggever van die krant hing pamfletten op bij de werkplekken van de Letten terwijl deze aan het avondeten zaten. Op de pamfletten werden de Letten aangespoord om een voorbeeld te nemen aan de jonge afbouwers die wel snel werkten. Deze actie van de verslaggever leidde tot een schandaal. De Letten klaagden bij de architecten en bij de permanente vertegenwoordiging van de Letse SSR in Moskou. Ze dreigden het werk te beëindigen en naar Riga terug te keren als de pamfletten niet zouden worden verwijderd. De gang van zaken kwam ter ore van V.D. Polezjajev, destijds de baas van Metrostroi in Moskou, en de verslaggever werd van zijn bed gelicht om zelf de pamfletten te verwijderen. Hiermee was de kou uit de lucht en de Letten zetten hun werk voort in een hoger tempo. De oplevering vond op tijd plaats en de betrokken verslaggever werd door Polzjajev bedankt.

## Ligging en inrichting
Het station ligt aan de Rizjskaja-radius, het initiële deel van de Kaloezjsko-Rizjskaja-lijn tussen Aleksejevskaja in het noorden en Prospekt Mira in het zuiden. Het ronde stationsgebouw aan de oostkant van het Rigaplein werd ontworpen door de architecten S.M. Kravets, J.A. Kolesnikova en G.E. Goloebev. De stationshal is door drie roltrappen verbonden met de middenhal op 46 meter diepte. Aan de westkant van het Rigaplein ligt het station Moskva Rizjskaja en vlak naast het station ligt de Rigamarkt uit de jaren 80. Het noordelijke deel van deze markt is gesloopt om plaats te maken voor de bouw van station Rizjskaja van de Grote Ringlijn. De gelijknamige voorstadshaltes aan de Aleksejevalijn en de Oktoberspoorweg zullen ook toegankelijk worden vanuit de metrostations. Voor het station staat een beeld, van de hand van beeldhouwer S.J. Kovner en architect V,N, Kartsev, van een arbeider met de Spoetnik 1 in zijn hand.
Ondergronds zijn de tunnelwanden onder het gewelf betegeld met eigele tegels boven perronhoogte en daaronder met zwarte tegels, de vloer bestaat uit grijs graniet. De ventilatieroosters zijn over de volle lengte van het perron aangebracht. De doorgangen tussen de pylonen worden geflankeerd door citroengeel keramiek met een kroonlijst met motieven uit Letland. Zowel aan de perronzijde als in de middenhal zijn de bankjes voor reizigers tegen de pylonen geplaatst. Boven de bankjes zijn de bordeaux bruine tegels van de meester-pottenbakker uit Riga aangebracht. Op de tegels zijn in reliëf tekeningen van verschillende gebouwen, zoals de Universiteit van Letland en de Letse academie van wetenschappen, in Riga en Letse stadsgezichten te vinden. Alle tekeningen zijn gesigneerd, sommige pylonen hebben twee tekeningen en een aantal tekeningen zijn herhaald op verschillende pylonen. De verlichting bestaat uit lichtbakken met tl-buizen. In 2000 is de wand aan de kopse kant van de middenhal opgesierd met “Steden van de wereld in de metro van Moskou”. Hierop zijn de naar steden genoemde metrostations in Moskou samen met een afbeelding van die stad te zien. Het betreft de stations Rimskaja (Rome), Varsjavskaja (Warschau), Kievskaja (Kiev), Prazjskaja (Praag), Bratislavskaja (Bratislava) en Rizjkaja (Riga).

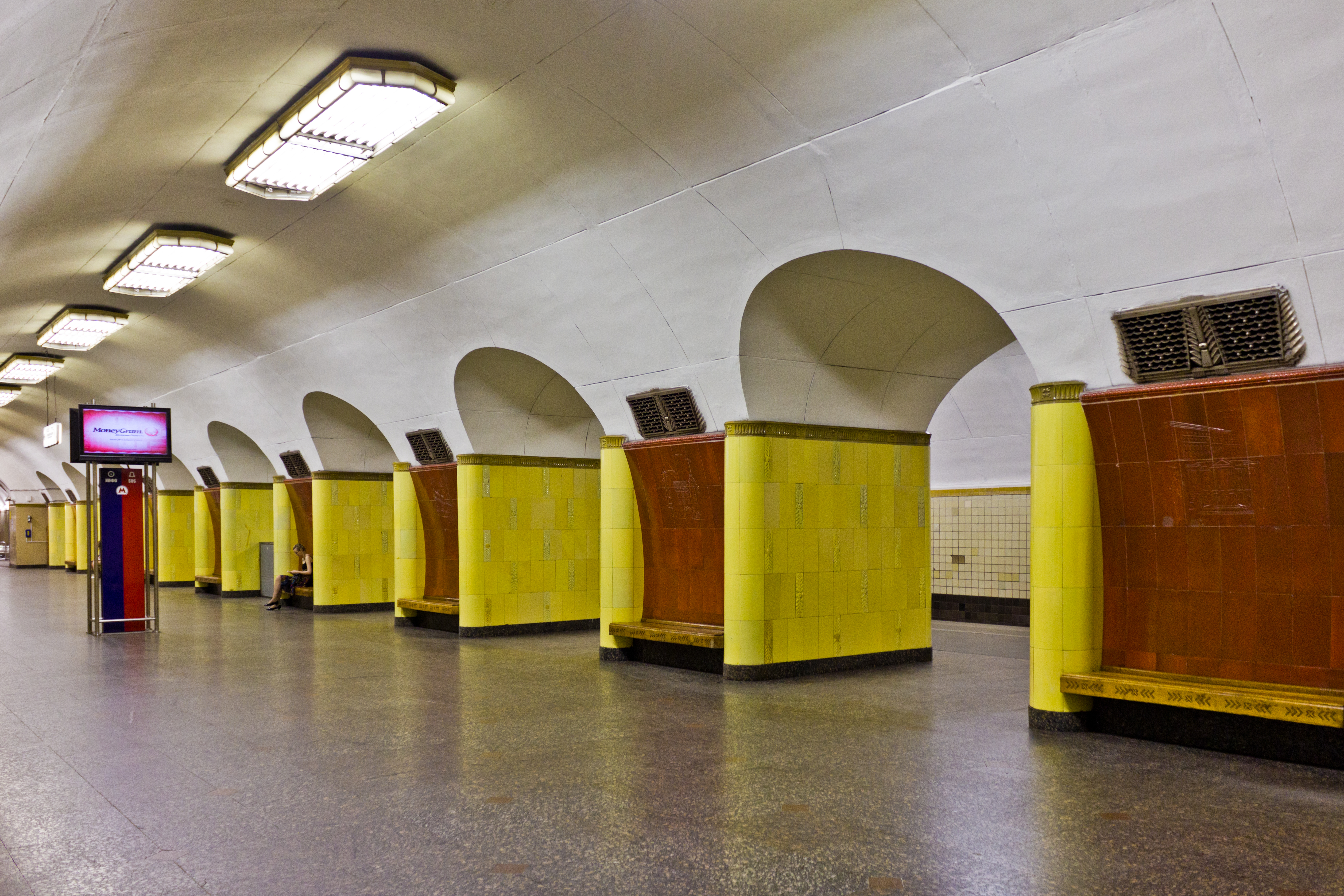
De pylonen met boven de banken de tegelwanden met de tekeningen van Letland
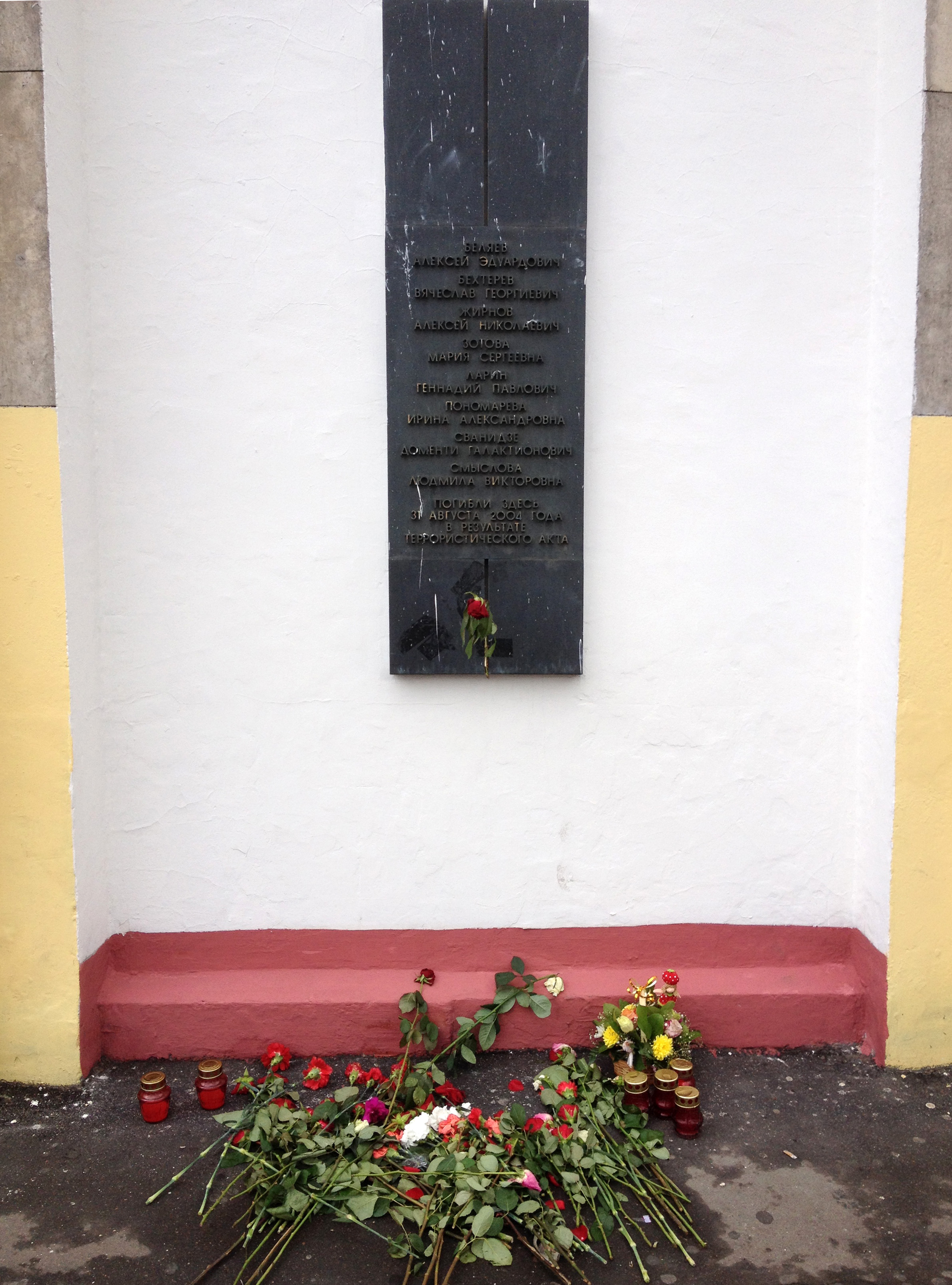
De gedenkplaat voor de aanslag van 31 augustus 2004

## Reizigersverkeer
De reizigers kunnen alleen via de roltrappen tussen het perron en het stationsgebouw het perron bereiken en verlaten. Vrijwel haaks onder het perron liggen de tunnels van de Grote Ringlijn op 63,5 meter diepte en de perrons van Rizjskaja aan de Grote Ringlijn liggen tussen het station Moskva Rizjskaja en de Kaloezjsko-Rizjskaja-lijn. In juli 2017 is begonnen met de bouw van een overstaptunnel tussen de beide metrostations, die in 2021 gereed moet zijn. Het is de bedoeling om in 2020 groot onderhoud aan het gebouw uit 1958 uit te voeren. Hierbij zullen de drie roltrappen worden vervangen door vier nieuwe. Aangezien deze de enige toegang tot het perron zijn zal het station tijdens de werkzaamheden gesloten zijn voor het publiek. In maart 2002 werden 50.600 reizigers per dag geteld. De eerste metro naar het centrum vertrekt op even dagen door de week om 5:40 uur en op oneven dagen om 5:41 uur, in het weekeinde is het vertrek 2 minuten later. In noordelijke richting vertrekt de eerste metro op even dagen om 5:52 uur en op oneven dagen om 5:51 uur.

## Aanslag
Op 31 augustus 2004 rond acht uur 's avonds probeerde een zelfmoordterroriste metrostation Rizjskaja binnen te komen. Nadat politieagenten voor de ingang waren opgemerkt draaide zich om en liep tussen de mensen op het plein waar ze explosieven van 1,5 tot 2 kg TNT tot ontploffing bracht. Door de explosie werden tien mensen gedood en raakten er 33 gewond. Onder de doden waren de terrorist en Nikolai Kipkejev, de leider van de Karatsja Jamaatj alias derde moslim groep, een wahabistische beweging uit Karatsjaj-Tsjerkessië aan wie verschillende terreurdaden in Rusland worden toegeschreven. Behalve Moskovieten waren onder de gewonden Oezbeken, Moldaviërs, Dagestanen en een Cubaan.